# Анджело Массіміно (стадіон)
«Анжело Массіміно» (італ. Stadio Angelo Massimino) — багатофункціональний стадіон у італійському місті Катанія (о. Сицилія), що використовується переважно для проведення футбольних матчів. Стадіон був побудований в 1937 році і мав початкову назву Чибалія (італ. Cibalia), за назвою околиць Катанезе, яка використовується щодо стадіону і донині.
Стадіон є домашньою ареною футбольного клубу «Катанія». З 1976 по 1979 роки на стадіоні також базувалася жіноча футбольна команда «Йоллі Компонібілі Катанія» (італ. Jolly Componibili Catania), яка в 1978 році виграла в жіночу Серію А.

## Історія
Стадіон був відкритий 27 листопада 1937 року з нагоди проведення матчу Серії C між клубами «Катанія» і «Фоджа», в якому господарі здобули перемогу з мінімальним рахунком (1:0). Архітектором стадіону був Раффаеле Леоне.
У 1941 році стадіон присвятили італійському військовому і політичному діячеві Італо Бальбо, але з падінням фашизму в Італії, його ім'я перестало асоціюватися зі стадіоном.
З 2002 року стадіон отримав ім'я Анджело Массіміно — президента футбольного клубу «Катанія», яким він керував протягом більш ніж 25 років, з 1969 року до своєї смерті в 1996 році. Під час його перебування на посаді президента, сицилійський клуб кілька разів домагався права брати участь в елітному дивізіоні Італії.
З 1960-х років, після повторного потрапляння клубу «Катанія» в Серію A, її керівництво прагнуло створити проект нового стадіону в районі Пантано Д'Арсі. Основною причиною, що спонукала керівництво клубу на розробку ідей по створенню нового стадіону, з'явилася багатофункціональність стадіону, і зокрема його використання для легкоатлетичних змагань: інфраструктура на стадіоні, призначена для легкої атлетики, заважає видимості з трибун. У 2002 році місцевий футбольний журнал Катанії додав ще 20 причин, у зв'язку з якими необхідно спорудження нового стадіону.
У 2007 році після дербі «Катанія» — «Палермо», на стадіоні стався інцидент під час зіткнення фанатів з поліцією, що призвів до загибелі інспектора Філіппо Рачіті.

## Використання
Після реконструкції, яка проводилася з 1991 по 1997 роки, на стадіоні проводилися два матчі міжнародного характеру. У 1998 році відбулася товариська зустріч між Італією та Словаччиною, а в 2002 році між збірними Італії та США.
Також стадіон використовувався для проведення деяких змагань на літній Універсіаді 1997 і на Міжнародних Військових Іграх 2003 року.
Стадіон має трав'яне покриття, 8 легкоатлетичних доріжок, а також площі для гри в баскетбол і волейбол (раніше на стадіоні готувалися місцеві чоловічий (Паолетті Катанія — Paoletti Catania) і жіночий (Алідеа Катанія — Alidea Catania) волейбольні клуби). На стадіоні є прес-бокс і VIP-трибуна.

## Місткість
Після реконструкції стадіону його місткість значно скоротилася, хоча дані про кількість глядачів, яких він здатний прийняти, в різних джерелах розходяться. У 1960-ті роки на стадіоні реєстрували до 35 тисяч вболівальників. На сьогоднішній день дані про місткість коливаються від 21 тисячі до 27 тисяч глядачів. За офіційними даними місткість стадіону становить 23 420 глядачів.
З 2000 по 2006 роки максимальна зареєстрована кількість глядачів становила 23 200 осіб (14 вересня 2002 року на матчі «Катанія» і «Дженоа», що закінчився рахунком 3-2 на користь господарів) і 21 327 осіб (28 травня 2006 року на зустрічі «Катанії» проти «Альбінолеффе», результатом якого став рахунок 2:1).

## Міжнародні товариські матчі
- Італія —  Словаччина 3-0 (28 січня 1998)
- Італія —  США 1-0 (13 лютого 2002)